# Kanton Bar-sur-Aube
Kanton Bar-sur-Aube (fr. Canton de Bar-sur-Aube) je francouzský kanton v departementu Aube v regionu Grand Est. Tvoří ho 48 obcí. Před reformou kantonů 2014 ho tvořilo 23 obcí.

## Obce kantonu
od roku 2015:
| - Ailleville - Arconville - Arrentieres - Arsonval - Baroville - Bar-sur-Aube - Bayel - Bergeres - Bligny - La Chaise - Champignol-lez-Mondeville - Chaumesnil - Colombé-la-Fosse - Colombé-le-Sec - Couvignon - Crespy-le-Neuf | - Éclance - Engente - Épothémont - Fontaine - Fravaux - Fresnay - Fuligny - Jaucourt - Juvancourt - Juzanvigny - Lévigny - Lignol-le-Château - Longchamp-sur-Aujon - Maisons-les-Soulaines - Meurville - Montier-en-l'Isle | - Morvilliers - Petit-Mesnil - Proverville - La Rothiere - Rouvres-les-Vignes - Saulcy - Soulaines-Dhuys - Spoy - Thil - Thors - Urville - Vernonvilliers - La Ville-aux-Bois - Ville-sous-la-Ferté - Ville-sur-Terre - Voigny |

před rokem 2015:
| - Ailleville - Arconville - Arrentières - Arsonval - Baroville - Bar-sur-Aube - Bayel - Bergères - Champignol-lez-Mondeville - Colombé-le-Sec - Couvignon - Engente | - Fontaine - Jaucourt - Juvancourt - Lignol-le-Château - Longchamp-sur-Aujon - Montier-en-l'Isle - Proverville - Rouvres-les-Vignes - Urville - Ville-sous-la-Ferté - Voigny |